# Зёрнов, Николай Михайлович
Никола́й Миха́йлович Зёрнов (9 (21) октября 1898, Москва — 25 августа 1980, Оксфорд) — русский философ, богослов, исследователь православной культуры, общественный деятель русской эмиграции, писатель.

## Биография
Родился 9 (21) октября 1898 года в Москве в семье врача Михаила Степановича Зернова (1857—1938) и Софии Александровны Кеслер (1865—1942). Отцом Михаила Степановича был протоиерей Степан Иванович Зернов (1817—1886), почётный член Московской духовной академии и член Духовной консистории. Дед по материнской линии, Александр Иванович Кеслер (1815?—1870) — единственный сын лютеранского пастора Иоханна Кеслера (хотя в семье верили, что он был внебрачным сыном барона Розенкранца и некой балтийской баронессы). В семье росли ещё трое детей: Софья (1899—1972; секретарь Международной организации помощи беженцам), Мария (1902—1965; жена Г. Г. Кульмана, основательница Пушкинского клуба в Лондоне), Владимир (1904—1990; автор научных статей по иммунитету).
После окончания в 1917 году с золотой медалью гимназии Поливанова, поступил на медицинский факультет Московского университета.
В 1921 году семья Зерновых эмигрировала в Константинополь, затем в Белград. Осенью 1921 года Николай Зернов поступил на богословский факультет Белградского университета и окончил его в 1925 году. Был одним из организаторов Православного братства имени преп. Серафима (Саровского) 
В 1925 году переехал в Париж. Читал лекции по обличительному (сравнительному) богословию в Свято-Сергиевском православном богословском институте в Париже. Был секретарём Русского студенческого христианского движения и первым редактором журнала «Вестник РСХД» (совместно с И. А. Лаговским; 1925—1929).
В 1927 году женился на Милице Лавровой, дочери Владимира Андреевича Лаврова (1867—1936) и Александры Никаноровны Никольской (1872—1957).
В 1930—1932 годах — аспирант Оксфорда, получил степень доктора философии. В 1934 году обосновался в Лондоне и в течение 13 лет был секретарём Содружества святых Албания и Сергия. Преподавал основы восточной православной культуры в Оксфордском университете (1947—1966). Работал также в Католикатном колледже в Южной Индии. Профессор богословия в американских университетах Дрю (Айова) и Дьюка. В последние годы жизни руководил деятельностью Дома свв. Григория Нисского и Макрины при Содружестве святого Албания и преподобного Сергия в Оксфорде. Был удостоен степени почётного доктора Оксфордского университета.
Автор нескольких десятков книг на русском и английском языках по истории России, православной церкви и проблеме единения христианства. Особую популярность приобрели книга Зернова «Русское религиозное возрождение XX века» и составленная им совместно с женой, братом и сестрой двухтомная хроника семьи Зерновых: «На переломе. Три поколения одной московской семьи» и «За рубежом. Белград, Париж, Оксфорд», в которой показана культурная жизнь дореволюционной Москвы и послереволюционной русской эмиграции через историю их семьи.

### Знакомство с Клайвом Льюисом
В Оксфорде Зернов довольно близко дружил с Клайвом Льюисом, автором «Хроник Нарнии». Позже Зерновы очень гордились фотографией, где «Джек» сидит у них в гостиной. В раннем детстве Льюис невзлюбил своё имя «Клайв» и называл себя Джеком, потом этим именем его называли все друзья и близкие. Об этом знакомстве Зернов писал: «Внешне он напоминал скорее фермера, чем профессора, философа и поэта. Небрежно одетый, с крупным, красным лицом, он любил громко смеяться за кружкой пива в кругу друзей. Но за этой прозаической наружностью скрывался человек рыцарского благородства и глубокой духовности, умевший проникать в тайники души. Дружба с ним была для меня источником неиссякаемого вдохновения. Жена моя тоже полюбила его. Он часто приходил к нам на ужин. Иногда мы приглашали студентов встретить знаменитого писателя. Он был увлекательным собеседником, и все ловили каждое его слово». Николай Зёрнов читал в Сократовском клубе (основанном Льюисом) доклад «Соловьёв о добре и зле». Заседание вёл Льюис, на нём выступал ещё один русский, Евгений Ламперт.
Зерновы были на похоронах Льюиса 26 ноября 1963 года. Милица Зернова принесла крест из белых цветов, но ей сказали, что в храме цветов не будет. В конце концов положить венок на гроб разрешили, уже на кладбище. «Кто бы подумал? — пишет Эндрю Уолкер, один из присутствовавших на похоронах англичан, — Джек Льюис похоронен под русским крестом…».

## Сочинения
- Русская Церковь и Вселенское Православие. Архивная копия от 4 марта 2016 на Wayback Machine // Путь — 1932. — № 34 — С. 73-75
- Св. Киприан Карфагенский и единство вселенской церкви. Архивная копия от 16 сентября 2015 на Wayback Machine//Путь. — 1933. — № 39. — С. 18-40
- //Путь. — 1934. — № 43 — С. 49-61
- //Путь. — 1934. — № 45 — С. 3-15
- //Путь. — 1935. — № 47 — С. 51-65
- //Путь. — 1935. — № 49 — С. 82-85
- Some Figures Illustrating the Present State of the Eastern Orthodox Church. 1935
- //Путь. — 1937. — № 51 — С. 3-18
- Moscow the third Rome. — London, 1937. 112 p. (6 изданий, в том числе американское — в 1971 г.).
- //Путь. — 1938. — № 55 — С. 68-80
- //Путь. — 1938. — № 57. — С. 58-83
- //Путь. — 1939. — № 59. — С. 57-73
- St. Sergius Builder of Russia. — London, 1939. 155 p.
- //Путь. — 1940. — № 61. — С. 22-25
- The Church of the Eastern Christians. — London, 1942. 114 p. (4 издания).
- Three Russian Prophets (Khomiakov, Dostoevsky, Soloviev). — London, 1944. 171 pp. (Переиздано в США в 1974 г.) (Норвежский и русский (Три русских пророка: Хомяков. Достоевский. Соловьёв. — М.: Московский рабочий, 1995. 214 с.) переводы).
- The Russians and their Church. — London, 1945. 176 p. (Еще 4 издания — 1954 (репринт), 1964, 1968, 1978) (Греческий перевод (1972, 1978)).
- The Reintegration of the Church. — London, 1952. 128 p.
- Ruslands Kirke og Nordens Kirker. — Copenhagen, 1954 (Шведский (1955) и финский (1958) переводы).
- Вселенская Церковь и русское православие. — Париж: УМСА-Press; Содружество св. Албания и Преподобного Сергия Радонежского, 1952. — 3I5 с.
- The Christian East. — Delhi, 1956. 138 p.
- Eastern Christendom. — London, 1961. 326 p. (Итальянский (1962), испанский (1962) и польский (1967) переводы).
- Orthodox Encounter. — London, 1961. 200 p.
- The Russian Religious Renaissance of the XX Century. — London, 1963. 410 p. (Русский (. — Париж, 1963. 382 с. (2-е издание — 1974)) и итальянский (Milano, 1978. 356 p.) переводы).
- Ha переломе. Три поколения одной московской семьи. 1812—1921 Архивная копия от 20 июня 2019 на Wayback Machine — Париж, 1970. — 478 с. (редактор).
- За рубежом: Белград — Париж — Оксфорд: Хроника семьи Зерновых (1921—1972) Архивная копия от 30 ноября 2017 на Wayback Machine. — Париж, 1973. — 561 с. (редактор совместно с М. В. Зерновой).
- Русские писатели эмиграции: Биографические сведения и библиография их книг по богословию, религиозной философии, истории Церкви и православной культуре. — Бостон, 1973.
- А. В. Карташев Архивная копия от 6 мая 2014 на Wayback Machine// Русская религиозно-философская мысль XX века. Сборник статей под редакцией Н. П. Полторацкого. Питтсбург, 1975. — С. 262—268
- Русский религиозный опыт и его влияние на Англию Архивная копия от 4 марта 2016 на Wayback Machine// Русская религиозно-философская мысль XX века. Сборник статей под редакцией Н. П. Полторацкого. Питтсбург, 1975. — С. 125—132
- Русское Студенческое христианское движение за рубежом Архивная копия от 4 марта 2016 на Wayback Machine// Русская религиозно-философская мысль XX века. Сборник статей под редакцией Н. П. Полторацкого. Питтсбург, 1975. — С. 92-98
- The Fellowship of St Alban and St Sergius: a Historical Memoir. 1979
- Sunset Year: A Russian Pilgrim in the West. — London, 1983